# Nikabrik
Nikabrik es un personaje ficticio de la saga de libros 
Las Crónicas de Narnia, escrita por C.S. Lewis.

## El príncipe Caspian
Nikabrik es un enano traidor que al creer que no podrá ganar la batalla contra Miraz se alía con un Hombre Lobo (Narnia) y con una hechicera para revivir a la Bruja Blanca. No se sabe quién lo mató pues todo estaba oscuro cuando murió. No logró revivir a la Bruja Blanca y puede que Ginarrbrik el duende que anteriormente era el asistente de la Bruja Blanca sea su ancestro.
Sin embargo, en Las crónicas de Narnia: el príncipe Caspian, intenta asesinar a Lucy, por lo que Trumpkin lo apuñala por la espalda.
- Datos: Q6320916